# RWV Haselbach

Logo des RWV Haselbach

Der RWV Haselbach ist ein Sportverein in Haselbach, einem Stadtteil von Bischofsheim in der Rhön. Der Verein betreibt Mountainbiking und vor allem Wintersport mit Skispringen, Langlauf und Ski Alpin. Der Verein hat etwa 370 Mitglieder, wovon einige in Frankfurt am Main, Würzburg oder Schweinfurt beheimatet sind.

## Geschichte
Der Verein wurde im Jahre 1864 als Turnverein gegründet, der 1914 in den Radfahrverein Concordia umgewandelt wurde. Als nach dem Zweiten Weltkrieg der Wintersport aktueller geworden war, entstand am 30. August 1949 aus dem Radfahrverein der Rad- und Wintersportverein Concordia Haselbach/Rhön (RWV Haselbach). Bei der Gründungsversammlung hatte der Verein 42 Mitglieder, alle stammten aus Haselbach.
1951 beantragten 50 Bischofsheimer Skisportler die Aufnahme in den Verein. Sie bestanden aber darauf, dass der Name des Vereins in „Rad- und Wintersportverein Haselbach“ geändert wird.
Der RWV Haselbach hat als alleiniger Bauherr 1952 den Bau der großen Kreuzbergschanzen begonnen. Dazu mussten alle Mitglieder entweder 20 freiwillige Arbeitsstunden leisten oder 20 Mark in bar bezahlen. Vom Bayerischen Skiverband wurde ein zinsloses Darlehen zur Verfügung gestellt. Auf dieser Schanze wurden in den folgenden Jahren mehrere Veranstaltungen unter der Leitung des Vereins ausgerichtet.

## Veranstaltungen
1954 fanden die Deutschen Jugendmeisterschaften im Skispringen in Haselbach statt. 1956 folgten die Bayerischen Jugendmeisterschaften. 1959 wurden am Kreuzberg Alpine Gaumeisterschaften ausgerichtet. Die Bayerischen Nordischen Skimeisterschaften fanden vom 17. bis 20. Januar 1963 in Haselbach statt. Ein Jahr später, vom 24. bis 26. Januar 1964, richtete der Verein die Nordischen Winterspiele der bayerischen Ski-Jugend aus. 1978 fanden die Europameisterschaften im Grasskifahren am Kreuzberg statt.